# Aksamitka (szczyt)
Aksamitka (833 m), dawniej nazywana Haligowczykiem – wzniesienie w Grupie Golicy w słowackich Pieninach. Znajduje się na wschód od Płaśni. Aksamitka tworzy długi grzbiet ciągnący się od rozdroża Pod Płaśniami (835 m) aż do Przełęczy pod Tokarnią. Grzbiet ten oddziela dolinę Leśnickiego Potoku (na północy) od doliny Lipnika (na południu).
Cały masyw zbudowany jest ze skał osadowych (wapienie i dolomity). Górna część bardziej stromych stoków jest porośnięta lasem, ale w bardziej łagodnej dolnej części południowych stoków i na grzbiecie biegnącym do Przełęczy pod Tokarnią wysoko podchodzą dawne pola uprawne, obecnie użytkowane głównie jako pastwiska i łąki. W południowych stokach znajdują się skałki wapienne, na grzbiecie na wschód od szczytu wieża przekaźnika telekomunikacyjnego.
Nazwa Haligowczyk pochodzi od miejscowości Haligowce położonej u południowych podnóży, w dolinie Lipnika. Nazwa Aksamitka pochodzi od Piotra Axamita, jednego z przywódców husytów, który – jak podawał w 1861 r. Onufry Trembecki – tutaj miał ...miewać główny swój majdan, stąd całe podgórze węgierskie na wodzy trzymał. Namiestnik Węgier, Zapolya, z pospolitym ruszeniem, dopiero za powtórnym usiłowaniem zdołał go poskromić. Według podań ukrywał się on w niewielkiej jaskini zwanej dziś Aksamitką (w południowych zboczach sąsiedniej Płaśni), o której notki pojawiają się w XIX w. Z Aksamitką związane są także częste w górach legendy o ukrytych skarbach oraz legenda o skamieniałym zbójniku.

## Szlaki turystyki pieszej
czerwony: Czerwony Klasztor – Przełęcz pod Klasztorną Górą – Płaśnie – Aksamitka – Przełęcz pod Tokarnią – Wielki Lipnik. 3.15 h, ↓ 2:45 h
 zielony: Leśnica – przełęcz Pod Płaśniami – Haligowce. 2:05 h, ↓ 2:05 h.

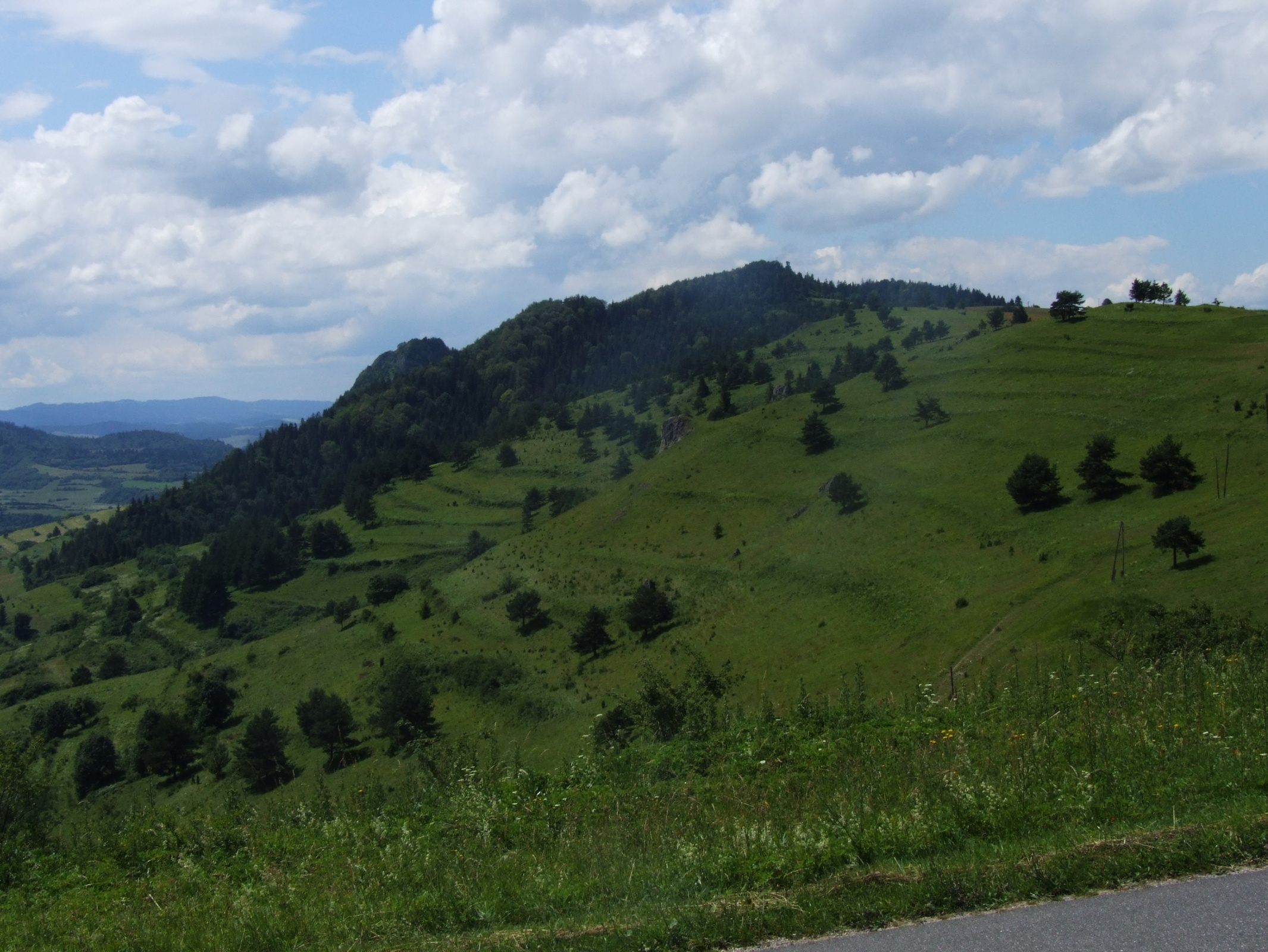
Grzbiet Aksamitki od wschodniej strony, z tyłu Płaśnie
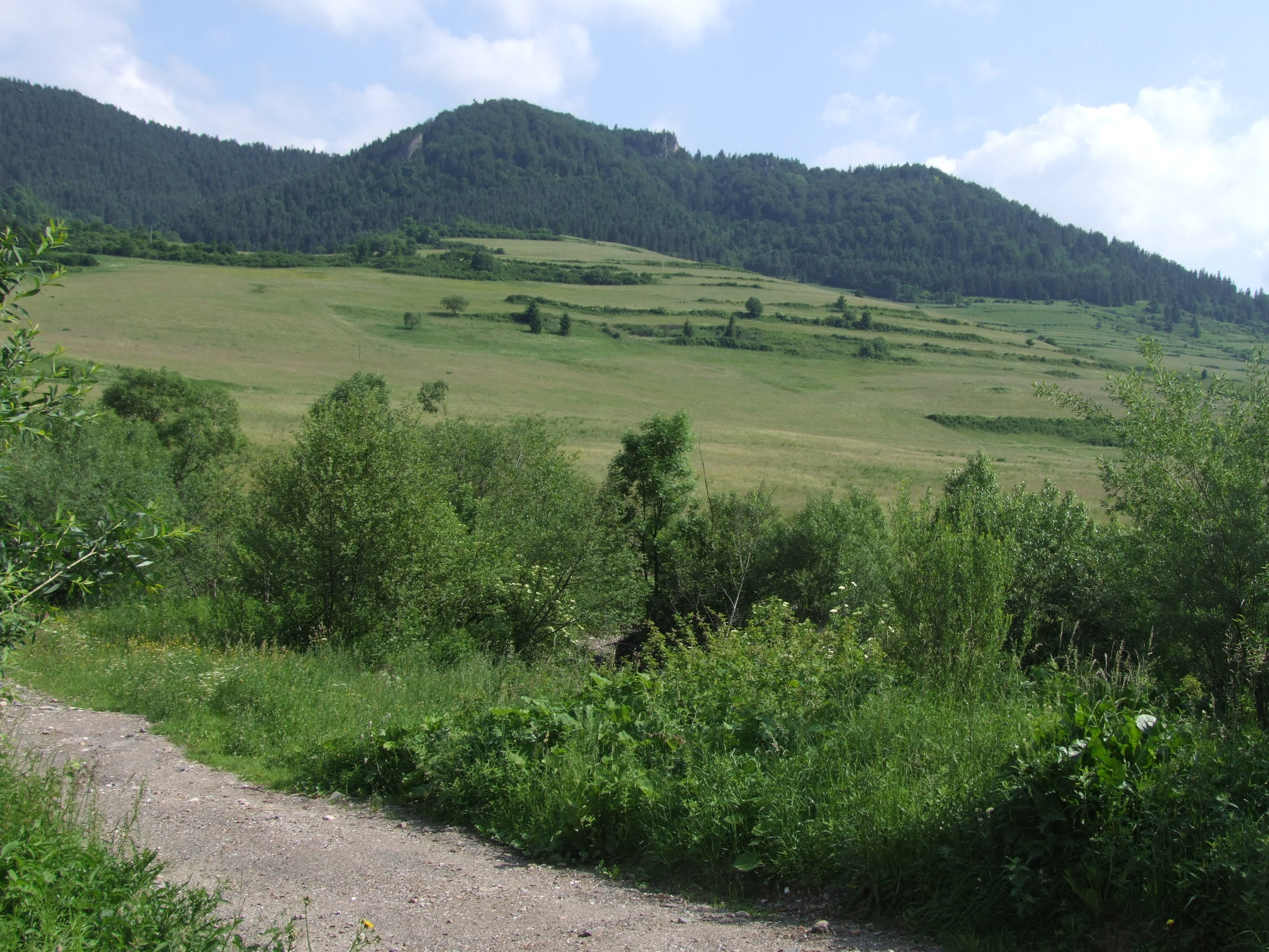
Aksamitka, widok z Haligowców